# Stary Pałac Królewski w Atenach
Stary Pałac Królewski – pałac w centrum Aten, stolicy Grecji, położony przy placu Sindagma. Budynek powstał w latach 1836–1843 jako rezydencja królewska, od 1935 roku odbywają się w nim sesje greckiego parlamentu.
Decyzję o budowie nowej rezydencji królewskiej podjęto po przeniesieniu stolicy kraju z Nauplionu do Aten. Kamień węgielny pod nową budowlę położono 6 lutego 1836 roku. Głównym architektem pałacu był Friedrich von Gärtner. Aby pozyskać marmur na budowę obiektu ponownie rozpoczęto eksploatację starożytnego kamieniołomu pod Pentelejkonem. Przekazanie nowej siedziby w ręce pary królewskiej Ottona I i Amelii odbyło się 25 lipca 1843 roku. Pod koniec lat 40. XIX wieku rozpoczęto tworzenie Ogrodów Królewskich (obecne Ogrody Narodowe otaczające budynek od wschodu i południa). W kolejnych latach przeprowadzano rozmaite remonty, z których największe zostały wymuszone przez pożary w latach 1884 i 1909 – ten drugi, poważniejszy w skutkach spowodował konieczność wyprowadzki rodziny królewskiej do Tatoi, skąd powróciła w roku 1912. Po zamordowaniu króla Jerzego I w 1913 roku, jego następca Konstantyn I Grecki wybrał na swą siedzibę nową rezydencję (obecny Pałac Prezydencki). Część członków rodziny królewskiej użytkowała stary pałac jeszcze do 1922 roku.
Po opuszczeniu pałacu przez rodzinę królewską był on użytkowany przez różne instytucje i organizacje. W listopadzie 1929 roku podjęto decyzję o przeniesieniu do pałacu obrad parlamentu greckiego (jego ówczesna siedziba mieściła się w obecnym gmachu Narodowego Muzeum Historycznego). Pociągnęło to za sobą największą przebudowę w historii obiektu, która głównie dotyczyła jednak wnętrza budynku. Inauguracyjna sesja parlamentu w nowej siedzibie odbyła się 1 lipca 1935 roku. Od tego czasu sesje parlamentu odbywają się w budynku aż do dziś.
Przed budynkiem znajduje się Grób Nieznanego Żołnierza, przy którym pełniona jest warta honorowa.